# اتو هان
اتو هان (به آلمانی: Otto Hahn) (زاده ۸ مارس ۱۸۷۹ – درگذشته ۲۸ ژوئیه ۱۹۶۸) شیمی‌دان آلمانی بود که به خاطر کشف شکافت هسته‌ای جایزه نوبل شیمی در سال ۱۹۴۴ را به‌دست آورد. او در ایجاد اولین نیروگاه هسته‌ای نقشی مؤثر داشت.

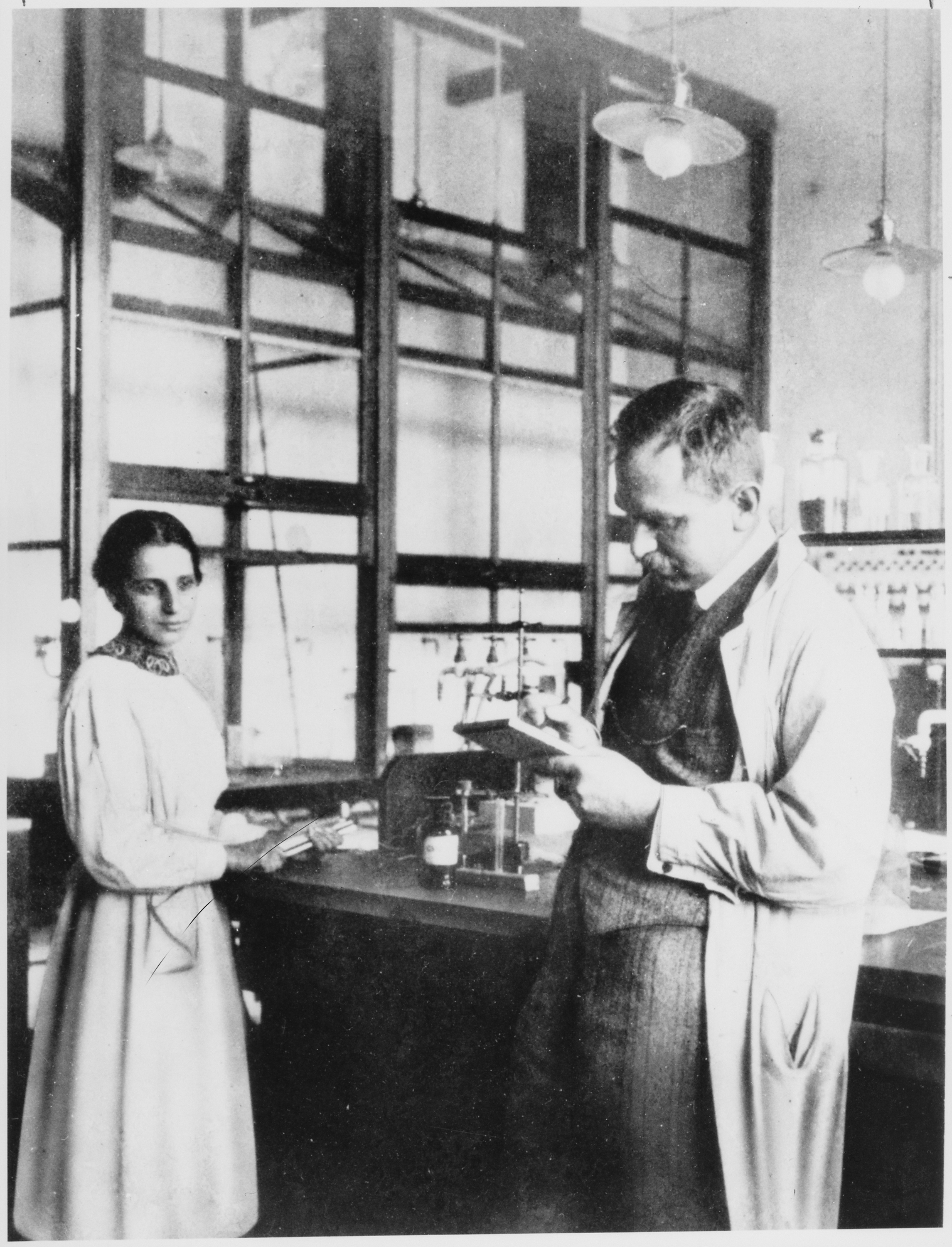
اتو هان و لیزه مایتنر